# Dorothea Frederikke Benedicte Reventlow
Dorothea Frederikke Benedicte komtesse Reventlow, gift rigsgrevinde von Isenburg-Büdingen (13. oktober 1734 – 20. december 1766) var en dansk adelsdame.
Hun var datter af gehejmekonferensråd Conrad Ditlev greve Reventlow til grevskabet Reventlow og Vilhelmine Augusta f. prinsesse af Plön. 
21. november 1749 ægtede hun rigsgreve Gustav Friedrich von Isenburg-Büdingen. 1754 blev hun Dame de l'union parfaite.